# Михаилидис, Солон
Соло́н Михаили́дис (греч. Σόλων Μιχαηλίδης; 12 ноября 1905, Никосия, британская колония Кипр, ныне Республика Кипр — 10 сентября 1979, Афины, Греция) — кипрский композитор, дирижёр, пианист, гитарист, музыковед, педагог и общественный деятель.

## Биография
Окончил Парижскую консерваторию у Нади Буланже (композиция) и «Схолу канторум» у Венсана Д’Энди (композиция). В 1934 году вернулся на Кипр. В 1938 году основал первый на острове симфонический оркестр. Основал также концертное общество в Никосии и консерваторию в Лимасоле, где до 1956 года оставался преподавателем теории музыки. В 1946—1948 годах читал лекции в Великобритании по истории греческой музыки. С 1957 года жил в Греции. С 1959 года — дирижёр симфонического оркестра Северной Греции. В 1957—1970 годах — директор Салоникийской консерватории. Писал музыку к спектаклям. Автор ряда работ, посвящённых греческой и кипрской музыке.

## Память
- 27 июня 2005 года в Лимасоле открыт муниципальный музей-архив Солона Михаилидиса (греч. Δημοτικό Μουσείο-Αρχείο Σόλωνα Μιχαηλίδη). На торжественной церемонии открытия присутствовали бывший президент Республики Кипр Тасос Пападопулос и мэр Лимасола Димитрис Контидис.
- Концертный зал имени Солона Михаилидиса Государственного симфонического оркестра города Салоники (пр. Никис, 73)

## Сочинения
- опера «Одиссей» (по Гомеру, 1955)
- балет «Навсикая» (1961)
- кантата «Свободные, осаждённые» (1960)
- симфоническая поэма «De Profundis» (по Оскару Уайльду)
- 2 греческие симфонические картины: 
  - «Рассвет над Парфеноном»
  - «Праздник в Какове»
- сюиты на греческие темы
- «Архаическая сюита» для флейты, арфы и струнного оркестра
- «2 византийских эскиза» для скрипки с opкестром
- струнный квартет
- фортепианное трио
- «Лира Сафо» для фортепиано
- «Деревенская свадьба» для флейты с камерным оркестром

## Литературные сочинения
- Кипрская народная музыка. — Никосия, 1944.  (греч.)
- Гармония современной музыки. — Лимасол, 1945.  (греч.)
- Неоэллинистическая музыка. — Лимасол, 1948.  (греч.)
- Современная греческая музыка.
- The music of ancient Greece. — L., 1978.  (англ.) (энциклопедия)